# Marija Jałowa
Marija Wasiljewna Jałowa,  (kaz. Мария Васильевна Ялова; ur. 15 listopada 1981 w Uralsku) – kazachska piłkarka, grająca na pozycji napastnika, wielokrotna reprezentantka Kazachstanu.

## Kariera piłkarska

### Kariera klubowa
W 2003 roku rozpoczęła swoją karierę zawodową w Ałma-KTŻ. Po rozwiązaniu klubu, na początku 2009 przez trzy miesiące grała w Pucharze UEFA Kobiet w składzie białoruskiego Uniwersytetu Witebskiego. Potem zasiliła skład ORMBMŻSM-2, który po roku zmienił nazwę na ŻSSzMM-Kajrat. W 2014 roku przeniosła się do BIIK Kazygurt. Na początku 2015 roku wyjechała do Rosji, gdzie potem występowała w klubie Kubanoczka Krasnodar. W 2016 przeniosła się do Kazachstanu, gdzie broniła barw Astana FK. W 2017 po rozwiązaniu Astany zakończyła karierę piłkarską.

### Kariera reprezentacyjna
W 1997 roku po raz pierwszy zagrała w seniorskiej kadrze narodowej w meczu Pucharu Azji z Koreą Południową. W sumie rozegrała 51 meczów, w których strzeliła 23 gole.

## Sukcesy i odznaczenia

### Sukcesy klubowe
Ałma-KTŻ
- mistrz Kazachstanu: 2003, 2004, 2005, 2006, 2007, 2008
- zdobywca Pucharu Kazachstanu: 2016, 2017, 2018

ORMBMŻSM-2/ŻSSzMM-Kajrat
- mistrz Kazachstanu: 2009, 2010, 2012
- zdobywca Pucharu Kazachstanu: 2009

BIIK Kazygurt
- mistrz Kazachstanu: 2014
- zdobywca Pucharu Kazachstanu: 2014

### Sukcesy indywidualne
- królowa strzelców mistrzostw Kazachstanu: 2009